# Mémoires de guerre
Mémoires de guerre est un ouvrage écrit par Charles de Gaulle, qui comprend trois tomes. Chacun correspond à une étape précise de la Seconde Guerre mondiale (le titre de l'œuvre, la période à laquelle il renvoie, la date de composition) : L'Appel, 1940-1942 (1954), L'Unité, 1942-1944 (1956) et Le Salut, 1944-1946 (1959).

## Les Mémoires
Charles de Gaulle expose dans cet ouvrage l'histoire de la France Libre au cours de la Seconde Guerre mondiale et décrit son déroulement avec beaucoup de minutie. Il ajoute, pour étayer ses propos, de nombreux documents en annexe (et non au sein de l'ouvrage comme l'a fait par exemple Winston Churchill dans The Second World War), comme des cartes, des télégrammes, des lettres, des transcriptions de discours ou d'entretiens. Il se présente en défenseur des valeurs françaises traditionnelles, en patriote luttant pour la grandeur de son pays, et les premières phrases de ces Mémoires reflètent déjà sa fierté nationale et sa vision de la France :

« Toute ma vie, je me suis fait une certaine idée de la France. Le sentiment me l’inspire aussi bien que la raison. Ce qu’il y a, en moi, d’affectif imagine naturellement la France, telle la princesse des contes ou la madone aux fresques des murs, comme vouée à une destinée éminente et exceptionnelle. J’ai, d’instinct, l’impression que la Providence l’a créée pour des succès achevés ou des malheurs exemplaires. S’il advient que la médiocrité marque, pourtant, ses faits et gestes, j’en éprouve la sensation d’une absurde anomalie, imputable aux fautes des Français, non au génie de la patrie. Mais aussi, le côté positif de mon esprit me convainc que la France n’est réellement elle-même qu’au premier rang ; que, seules, de vastes entreprises sont susceptibles de compenser les ferments de dispersion que son peuple porte en lui-même ; que notre pays, tel qu’il est, parmi les autres, tels qu’ils sont, doit, sous peine de danger mortel, viser haut et se tenir droit. Bref, à mon sens, la France ne peut être la France sans la grandeur. »

Écrits en parallèle de son activité politique au RPF, entre sa démission du gouvernement le 20 janvier 1946 et son retour en 1958, les Mémoires de guerre permettent à Charles de Gaulle de préciser les faits historiques associés au combat pour la libération de la France.

## Éditions
- Charles de Gaulle, Mémoires de guerre – L'Appel : 1940-1942 (tome I), éd. Plon, Paris, 1954 ; rééd. Pocket, 1999 (nouvelle édition 2007) 440 p. (texte intégral),  (ISBN 2266095269 et 978-2-266-09526-6).
- Charles de Gaulle, Mémoires de guerre – L'Unité : 1942-1944 (tome II), éd. Plon, Paris, 1956 ; rééd. Le Livre de Poche (Historique), 1963, 511 p. (texte intégral) ; rééd. Pocket (nouvelle édition 2006), 511 p.  (ISBN 2266167499 et 978-2266167499).
- Charles de Gaulle, Mémoires de guerre – Le Salut : 1944-1946 (tome III), éd. Plon, Paris, 1959 ; rééd. Pocket, 1999 (nouvelle édition 2006), 567 p. (texte intégral),  (ISBN 2-266-16750-2 et 978-2266167505).
- Charles de Gaulle, Mémoires, éd. Gallimard, coll. « Bibliothèque de la Pléiade », Paris, 2000, 1 505 p.  (ISBN 2-07-011583-6 et 978-2070115839) [présentation en ligne, par Jean-Louis Crémieux-Brilhac].
- Charles de Gaulle, Mémoires, éd. Gallimard, coll. « Bibliothèque de la Pléiade », Paris, 2020, 1 648 p.  (ISBN 2-07-288985-5 et 978-2072889851)